# José Balta Hugues
José Balta Hugues (Lima, ?-Lima, 1966) fue un ingeniero peruano. 
Balta fue hijo del ingeniero José Balta Paz y de Alina Hugues Wegnelin. Nieto del presidente José Balta y Montero. En 1926 ingresó a la Escuela de Construcciones Civiles y de Minas, hoy  Universidad Nacional de Ingeniería. Culminó sus estudios en 1929, y se recibió de ingeniero de minas en 1931. Desenvolvió su labor profesional en varios asentamientos mineros del Perú. En el sector publicó trabajó en la dirección de minas del Ministerio de Fomento y Obras Públicas del Perú. Publicó diversos trabajos sobre el hierro y el carbón.  Contrajo matrimonio con Julia Ego-Aguirre Prideaux el 18 de abril de 1942 y en segundas nupcias con Ana María Elena Ezeta Tizón el 30 de octubre de 1948.